# Joel Prpic
Joel Prpic (Sudbury, 25 settembre 1974) è un hockeista su ghiaccio canadese naturalizzato croato.

## Carriera
Nella sua lunga carriera ha giocato in NHL coi Boston Bruins (che lo avevano scelto al nono giro al draft 1993) ed i Colorado Avalanche. In American Hockey League ha invece vestito le maglie di Providence Bruins, Hershey Bears e Cleveland Barons.
Nel 2002 si è trasferito in Giappone dove ha giocato per sette stagioni col Kokudo, che nel 2006 cambiò nome in Seibu Prince Rabbits. Vinse per due volte il Campionato giapponese di hockey su ghiaccio e per due volte l'Asia League Ice Hockey.
Nelle successive tre stagioni ha giocato in EBEL con il Medvescak Zagabria. Avendo anche il passaporto croato, dopo due stagioni a Zagabria ha maturato il diritto di giocare con la nazionale, con cui ha disputato due edizioni del mondiale di seconda divisione gruppo A (2012 e 2013, quest'ultimo vinto guadagnando la promozione in prima divisione gruppo B).
Nel 2012 ha lasciato l'hockey professionistico, facendo ritorno in Canada per giocare nel campionato seniores Allan Cup Hockey coi Brantford Blast.

## Vita privata
È sposato con Kim, sorella di un altro giocatore e poi allenatore di hockey su ghiaccio professionista, Rob Tallas.

## Palmarès
- Calder Cup: 1

Providence Bruins: 1998-1999
- Campionato giapponese di hockey su ghiaccio: 2

Kokudo: 2002-2003, 2003-2004
- Asia League Ice Hockey: 2

Kokudo: 2004-2005, 2005-2006